# Монстры против овощей
«Монстры против овощей» (англ. Monsters vs Aliens: Mutant Pumpkins from Outer Space) — короткометражный анимационно-компьютерный фильм киностудии DreamWorks Animation, который является продолжением мультфильма «Монстры против пришельцев». Его премьера состоялась 28 октября 2009 года.

## Сюжет
Сьюзан Мёрфи и Монстры работают на правительство США в качестве войск специального назначения. Таким образом, когда присутствие пришельцев обнаруживается в родном городе Сьюзан — прямо перед Хэллоуином — команда направляется на расследование.

## Роли озвучивали
- Сет Роген — Боб
- Уилл Арнетт — Недостающее Звено
- Хью Лори — Доктор Таракан
- Риз Уизерспун — Сюзан Мёрфи (Гигантика)
- Кифер Сазерленд — Генерал Воякер

## Русский дубляж
- Полина Щербакова — Сюзан Мёрфи (Гигантика)
- Всеволод Кузнецов — Б.О.Б.
- Пётр Иващенко — Недостающее Звено
- Никита Прозоровский — доктор Таракан
- Александр Новиков — генерал Воякер

Мультфильм дублирован на студии «Пифагор» в 2010 году.
- Режиссёр дубляжа и автор синхронного текста — Александр Новиков
- Переводчик — Павел Силенчук